# Mroczna otchłań
Mroczna otchłań (tytuł oryginalny: Carthago) – francuska seria komiksowa autorstwa scenarzysty Christophe'a Beca i rysowników: Érica Henninota (tomy 1–2), Milana Jovanovicia (tomy 4–5) i Ennia Bufiego (tomy 6–11). Ukazuje się nakładem wydawnictwa Les Humanoïdes Associés od 2007. Po polsku publikuje ją Egmont Polska od 2020 w formie tomów zbiorczych w tłumaczeniu Ernesta Kacperskiego. Zgodnie z zapowiedzią autorów seria ma się zakończyć na 16. tomie.

## Fabuła
Akcja serii utrzymana jest w konwencji science-fiction i opowiada o młodej oceanografce Kim Melville, która dowiaduje się, że pracownicy firmy wydobywczej Carthago w labiryncie morskich jaskiń odkryli istnienie wciąż żywego prehistorycznego rekina z gatunku Carcharodon megalodon. To początek przygód Kim, która w toku badań dociera do podwodnych miast i poznaje zamieszkujące je istoty.

## Tomy
| Tom | Tytuł i tok wydania polskiego     | Tytuł i rok wydania oryginalnego | Uwagi                                                                         |
| --- | --------------------------------- | -------------------------------- | ----------------------------------------------------------------------------- |
| 1   | Laguna Fortuna (2020)             | Le Lagon de Fortuna (2007)       | Po polsku tomy ukazały się w albumie zbiorczym Mroczna otchłań. Tom 1 (2020). |
| 2   | Głębia Challengera (2020)         | L'Abysse Challenger (2009)       | Po polsku tomy ukazały się w albumie zbiorczym Mroczna otchłań. Tom 1 (2020). |
| 3   | Potwór z Dżibuti (2020)           | Le Monstre de Djibouti (2013)    | Po polsku tomy ukazały się w albumie zbiorczym Mroczna otchłań. Tom 1 (2020). |
| 4   | Monolity z Koubé (2020)           | Les Monolithes de Koubé (2014)   | Po polsku tomy ukazały się w albumie zbiorczym Mroczna otchłań. Tom 2 (2020). |
| 5   | Miasto Platona (2020)             | La Cité de Platon (2016)         | Po polsku tomy ukazały się w albumie zbiorczym Mroczna otchłań. Tom 2 (2020). |
| 6   | Dziedziczka Karpat (2021)         | L'Héritière des Carpates (2017)  | Po polsku tomy ukazały się w albumie zbiorczym Mroczna otchłań. Tom 3 (2021). |
| 7   | Sanktuarium na Kamczatce (2021)   | La Fosse de Kamtchatka (2018)    | Po polsku tomy ukazały się w albumie zbiorczym Mroczna otchłań. Tom 3 (2021). |
| 8   | Lewiatan (2021)                   | Léviathan (2018)                 | Po polsku tomy ukazały się w albumie zbiorczym Mroczna otchłań. Tom 3 (2021). |
| 9   | Pakt stulatka (2021)              | Le Pacte du Centenaire (2019)    | Po polsku tomy ukazały się w albumie zbiorczym Mroczna otchłań. Tom 3 (2021). |
| 10  | Spojrzenie z głębin (2021)        | L'abîme regarde toi (2019)       | Po polsku tomy ukazały się w albumie zbiorczym Mroczna otchłań. Tom 3 (2021). |
| 11  | Kane (2023)                       | Kane (2020)                      | Po polsku tomy ukazały się w albumie zbiorczym Mroczna otchłań. Tom 4 (2023). |
| 12  | Albinos (2023)                    | Albinos (2021)                   | Po polsku tomy ukazały się w albumie zbiorczym Mroczna otchłań. Tom 4 (2023). |
| 13  | Abzu naszym jedynym bogiem (2024) | Abzu est notre seul dieu (2021)  | Po polsku tomy ukazały się w albumie zbiorczym Mroczna otchłań. Tom 5 (2024). |
| 14  | Złamany, znów się prostuję (2024) | Courbée, je me redresse (2022)   | Po polsku tomy ukazały się w albumie zbiorczym Mroczna otchłań. Tom 5 (2024). |
| 15  |                                   | Au cœur des ténèbres (2024)      |                                                                               |